# Голіцина Варвара Василівна
Княгиня  Варвара Василівна Голіцина, до шлюбу Енгельгардт (нар. 12 березня 1757 — пом. 2 травня 1815) — племінниця і коханка князя Потьомкіна, фрейліна імператриці Катерини II, перекладачка з французької.

## Життєпис

### Потьомкін
Одночасно зі своїми чотирма сестрами, в числі яких були старша Олександра і молодша Тетяна, вона з'явилася при дворі в 1775 році. У 1777 році її пожалували у фрейліни. Варвара, як вважається, була першою з сестер, на кого Потьомкін звернув свою увагу. Фрагменти листування, описують їх особисті стосунки у 1777—1779 роках.

Матушка, Варінька, душа моя; життя моє, - писав Потьомкін Варварі. — Ти заспана, дурненька, і нічого не пам'ятаєш. Я, ідучи від тебе, тебе укладав і розцілував, і одягнув шлафраком і ковдрою, і перехрестив <…> Ангел мій, твоя ласка стільки ж мені приємна, як люб'язна. Товариш безцінний, порахує мою любов до себе і побачиш, що ти моє життя і втіха, мій ангел; я тебе цілую без ліку, а думаю ще більше.
— Кн. Григорий Александрович Потемкин-Таврический. 1739—1791 // Русская старина, 1875. — Т. 12. — № 3. — С. 481—522
Він називає її «скарбом», «божественною Варюшкою», «солодкими губками», «коханкою ніжною».
Через деякий час почалися сварки: «Даремно ви мене так пестите, — заявляє вона. — Я вже не є така, яка була […] Послухайте, я вам серйозно кажу, якщо ви пам'ятаєте Бога, якщо ви коли-небудь мене кохали, то, прошу вас, забудьте мене на віки, а я вже зважилася, щоб залишити вас. Бажаю, щоб ви були улюблені тією, яку будете мати; але, певно знаю, що ніхто вас настільки ж кохати не може, як я».
Лев Толстой передавав сімейний переказ: «Про діда [прототип старого князя Болконського] я знаю те, що, досягнувши високих чинів генерал-аншефа при Катерині, він раптом втратив своє положення внаслідок відмови одружитися з племінницею й коханкою Потьомкіна Варенькою Енгельгардт. На пропозицію Потьомкіна він відповідав: „З чого він взяв, щоб я одружився з його б…“».
Зв'язок з Потьомкіним припинився одночасно з від'їздом його на південь і закоханістю Вареньки у Сергія Голіцина, з яким вона одружилася 27 січня 1779 року. Потьомкін, однак, продовжував їй протегувати і заповів їй село Козацьке та інші маєтки на територіях колишньої Запорізької Січі, що тепер на півдні України. Коли Потьомкін помер біля Ясс, Голіцина їздила туди на похорон.

### Життя в шлюбі
Стала дружиною генерала Сергія Федоровича Голіцина, учасника облоги Очакова в січні 1779 року і народила 10 синів.

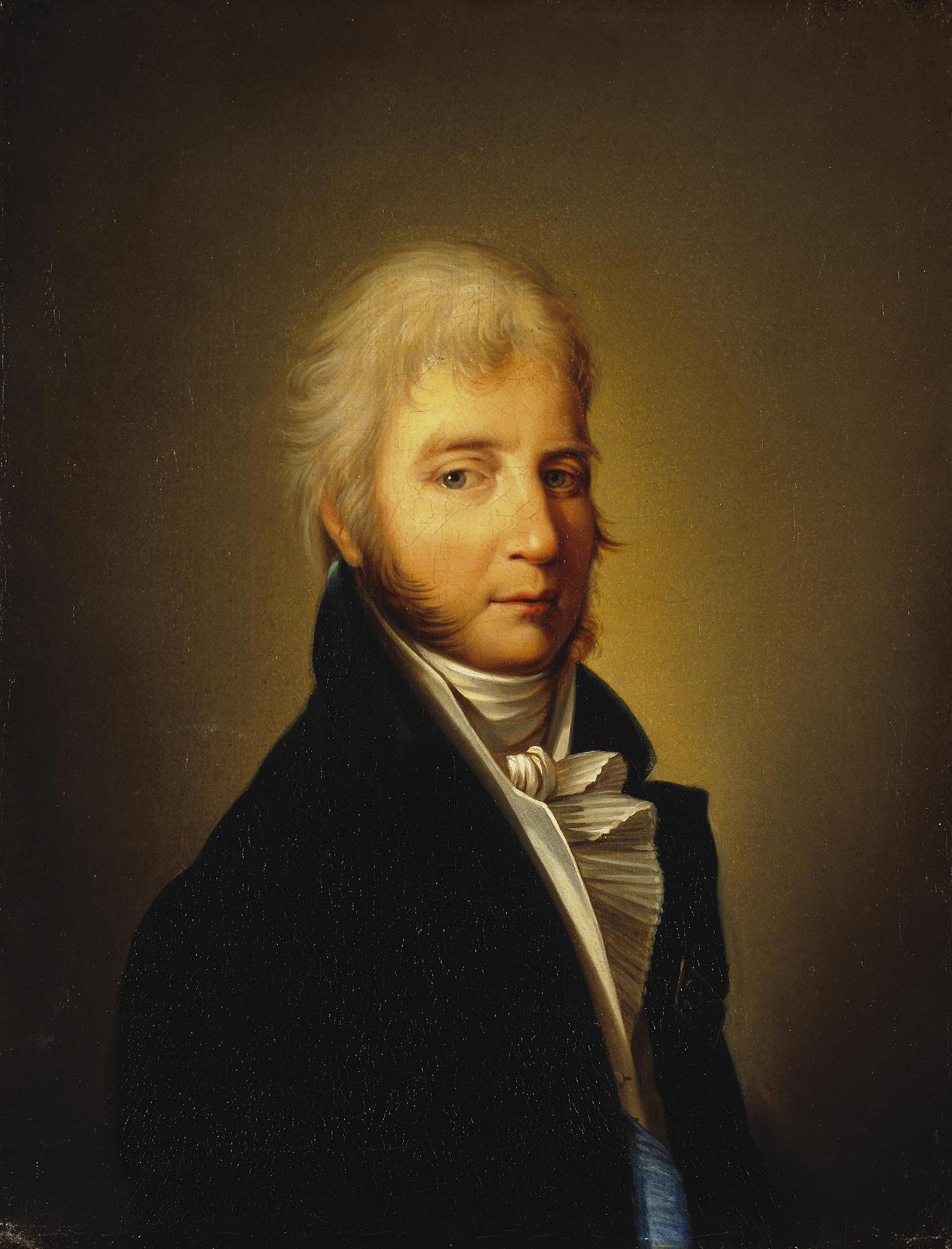
Голіцин Сергій Федорович

Жила в Петербурзі і в саратовському маєтку Зубриловка; в 1797—1800 роки — в Козацькому; з 1804 році остаточно оселилася в Зубриловці, приїжджаючи на зиму до Москви, де у неї був будинок на розі Воздвиженки і Нікітського бульвару. Ф. Ф. Вігель, що жив у цьому будинку, описує її як владолюбиву, і навіжену, яка безпричинно могла розлютитися.
До портрета В. В. Енгельгардт
Сприятливий характер, риси твої прекрасні 

Зачаровують всіх в єдину мить собою; 

Без міркування серця тобі підвладні, 

І з міркуванням всім полон приємний твій.
Варвара Голіцина була близько знайома з Гаврилом Державіним, в ту пору тамбовським губернатором. Садиба Голіциних Зубриловка знаходилась за 150 верст від Тамбова, і Голіцина стала душею культурного провінційного центру. Була відома своєю красою і не раз оспівана Державіним, який часто бував у її маєтку (наприклад, вірш «Осінь під час облоги Очакова», 1788). Також Державін, який називав її «Пленірою серцем і розумом», присвятив їй рядочки «До портрета В. В. Енгельгарт». Коли в Тамбові Г. Державін відкрив народне училище, то «…В. В. Голіцина пожертвувала в училище збірку кременистих порід каменів, з яких примітно гідні, як рідкістю, так і величиною — топазові, кальцедонові, сердолікові…».

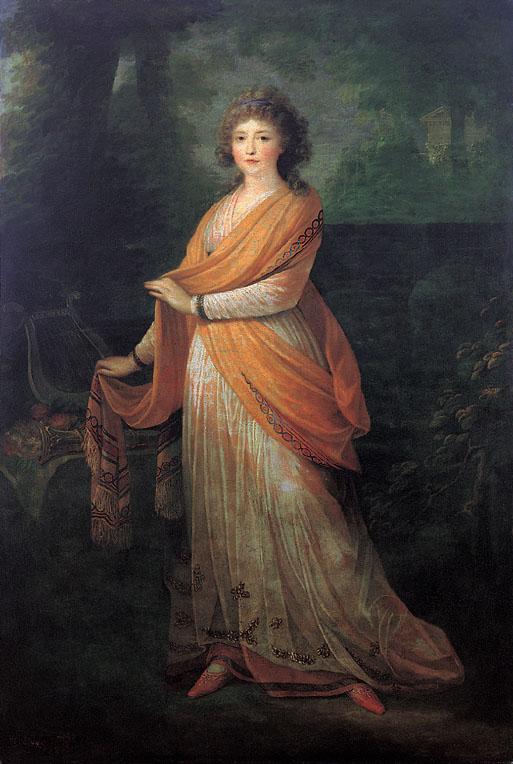
Варвара Голіцина на портреті Г. В. Фюгера (1792)

Гаврило Державін користувався посередництвом Голіциної в своїх зверненнях до Потьомкіна. Голіцини зіграли значну роль у долі Державіна, стали для нього потужною підтримкою саме в тамбовський і наступні періоди його життя. Щасливим результатом своєї справи Державін зобов'язаний заступництву Варвари Василівни, заступництву Сергія Федоровича і прихильності князя Потьомкіна, саме Зубриловка, після відставки з посади намісника, прихистила опального поета і його дружину.
Крім того, з 1797 року Іван Крилов, який був призначений секретарем С. Ф. Голіцина, жив у Козацькому, малоросійському маєтку Голіциних, навчаючи їх дітей. Батько Кіндрата Рилєєва, Федір Андрійович, служив головним управителем маєтками княгині Голіциної, і коли він помер на початку 1814 року, княгиня Варвара Василівна зробила на нього борг 80000 рублів. Бідну сім'ю Рилєєва він остаточно підкосив; все своє життя він намагався зняти з спадкового майна це важкий тягар, але справу було закінчено лише після його смерті.
Марія Павлівна Сумарокова, (батько якої племінник відомого письменника Олександра Петровича, служив в Преображенському полку під начальством князя Сергія Федоровича і одружився з його двоюрідною сестрою, княжною Марією Василівною Голіциною) була вихованкою в будинку Голіциних разом з братом. Батько їх, будучи змушений залишити службу, перебував тоді разом з ними в Козацькому. Мати цих дітей була в такому хворобливому стані, що не могла піклуватися про їх виховання і не пішла за ними. Також у цьому будинку виховувався «приймак» Сергія Федоровича (позашлюбний син?) за прізвищем Таманський.
У 1800 році Варвара Василівна купила у сестри Олександри Браницької 12 тисяч десятин землі в Херсонській губернії, перевезла в 1801 році селян з Козацького і заснувала село Варварівка на Бузі з панським будинком, церквою, переправою.
Коли Сергій Федорович помер, їхні сини в проханні на ім'я государя виявили бажання передати маєток на її повне розпорядження, надавши Варварі Василівні право продажу, застави, поділу та виділення доходу з маєтку тоді, коли вона вважатиме за потрібне. Але княгиня на пам'ять про чоловіка побудувала кам'яну богадільню в стилі пізнього класицизму і передала все господарство синові Федору. На тому місці, де Варвара Василівна прожила останні роки, її діти спорудили меморіальну каплицю у формі зрізаної піраміди, що збереглися до наших днів. Вона збиралася піти в монастир, про що відомо з щоденника Марії Миколаївни Волконської.

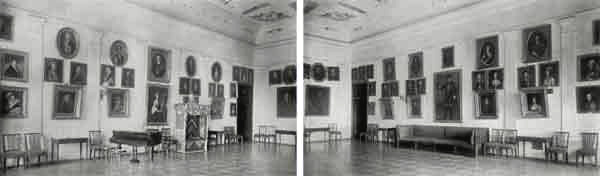
Портретна галерея Зубриловского палацу

Також збереглася її листування з далеким родичем П. С. Потьомкіним, саратовським генерал-губернатором.
Похована в Зубриловке в церкві Преображення, в прибудові воскресіння Лазаря. На тому місці, де вона раптово від серцевого нападу померла, була поставлена монументальна каплиця у формі зрізаної піраміди.

## Діти
1. Григорій (1779—1848). Хрещений на честь Потьомкіна, який був його хресним татом і, а в брудних плітках, справжнім батьком.
2. Федір (1781—1826)
3. Сергій (1783—1833)
4. Михайло (1784—1807)
5. Захар (1785—1792)
6. Микола (1787—1803)
7. Павло (1788—1838)
8. Олександр (1789—1858)
9. Василь (1792—1856), одружений з Оленою Олександрівною Суворовою, уродж. Наришкіній (1785—1855)
10. Володимир (1794—1862), удочерив Марію (у шлюбі Нелідову), можливо, свою позашлюбну дочку Варвари Туркестанової.

Крім того, Левом Толстим у спогадах про свою сім'ю згадується її син Лев. Мати письменника була з ним заручена, але весілля не відбулося, тому що наречений помер від гарячки перед весіллям. Толстой говорить, що його мати мала до покійному юнацьку закоханість, і своє ім'я він отримав на честь нього.
Також є відомості, що на честь рано померлої дочки в Зубриловці була побудована Башта-руїна Ольги".

Майбутній мемуарист Філіп Вігель виховувався разом з дітьми Голіциної, яка перебувала у приятельських стосунках з його матір'ю. За словами Вігеля, «численність її родини та різні вчителі робили з її будинку справжній пансіон».

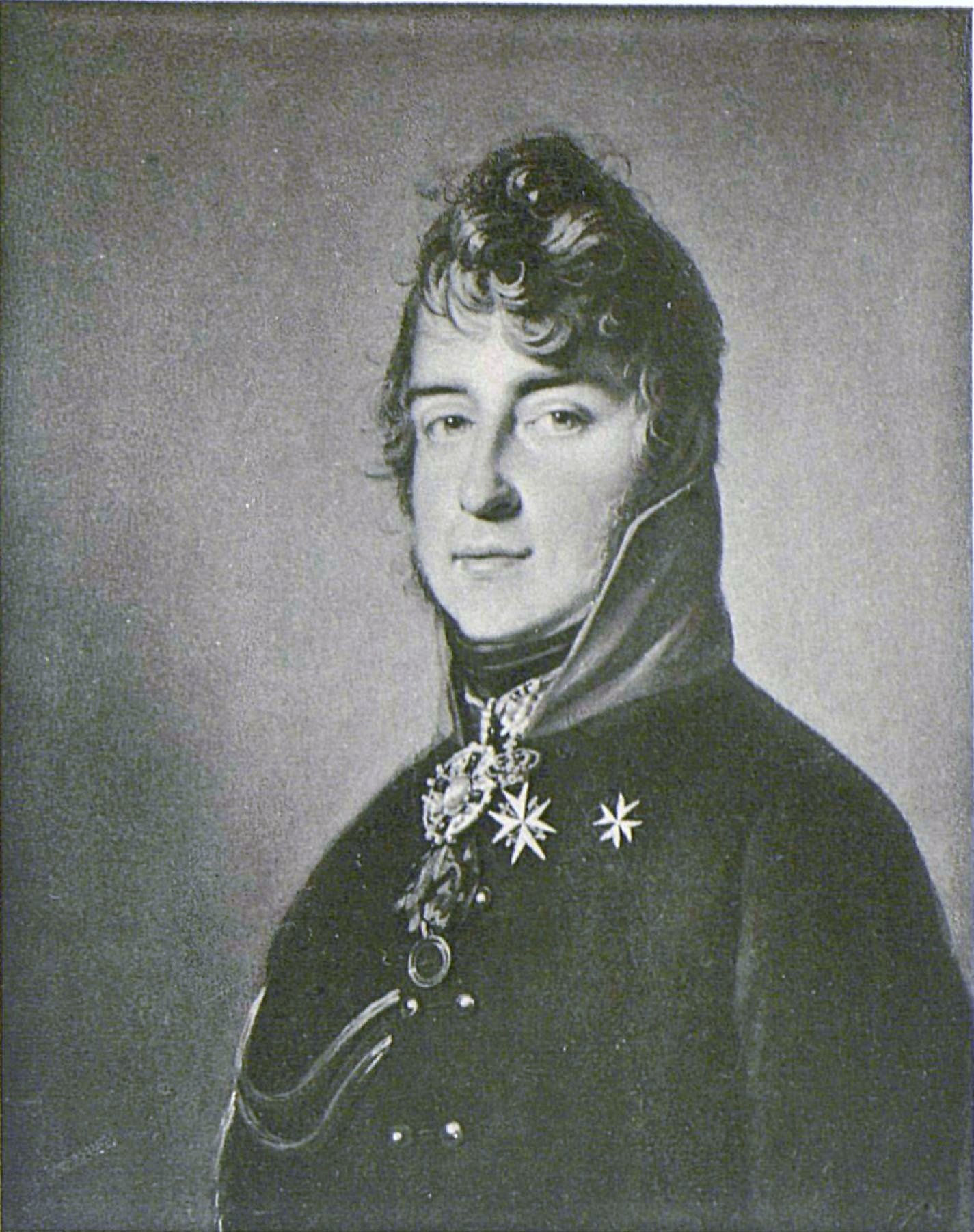
Григорій
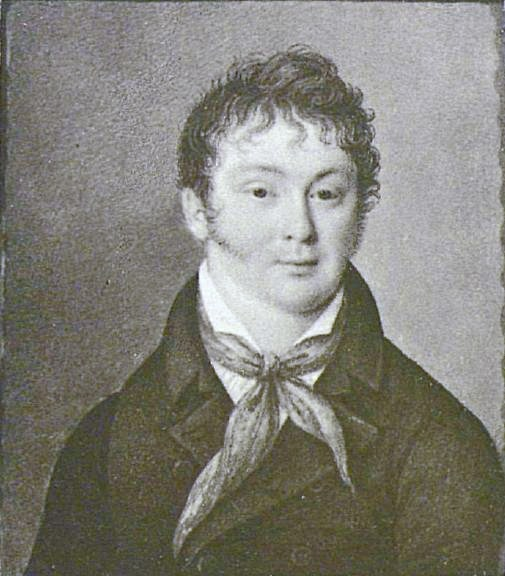
Федір
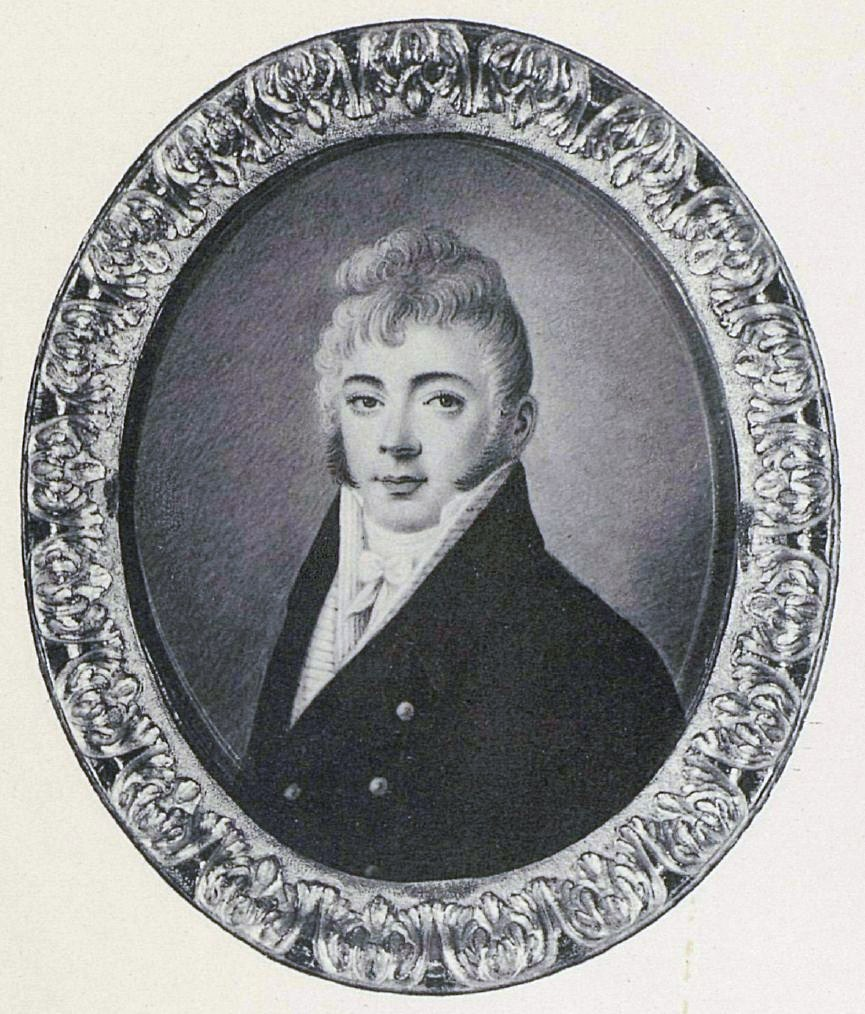
Сергій
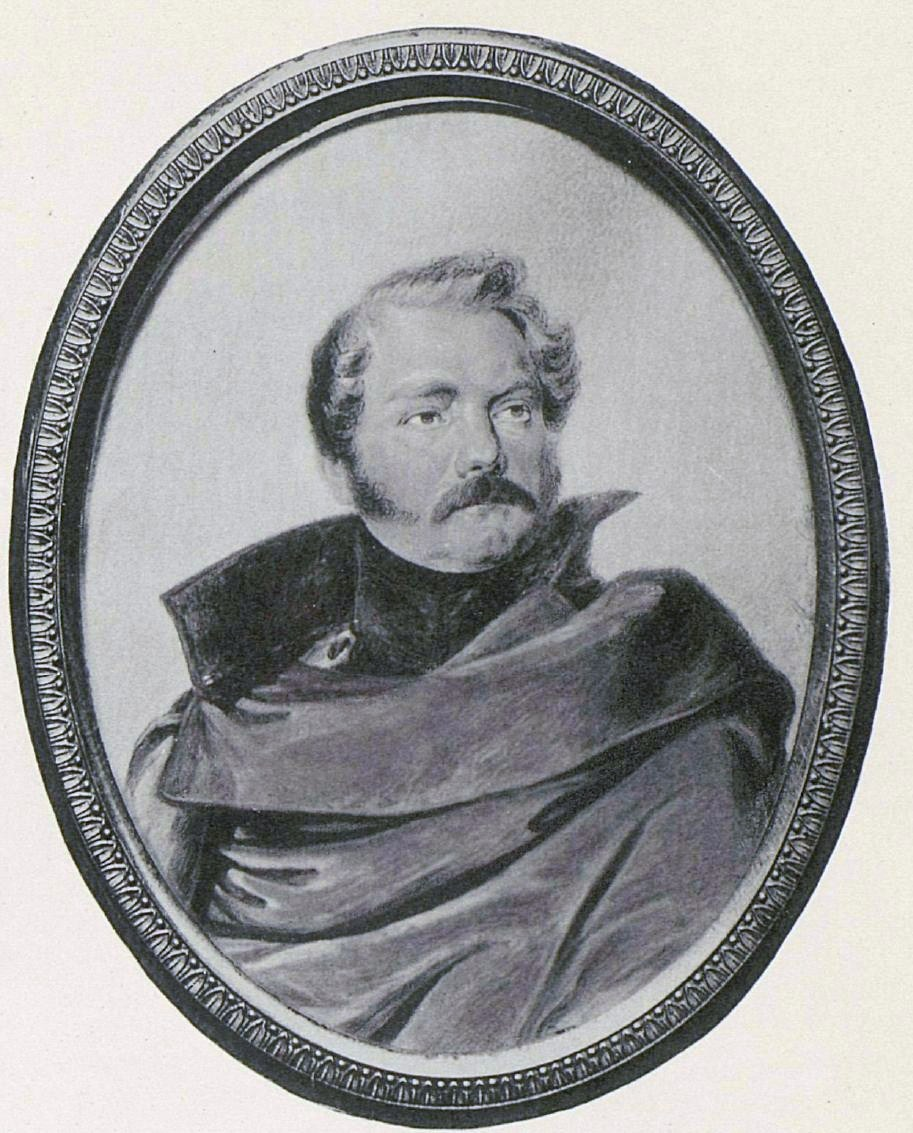
Олександр
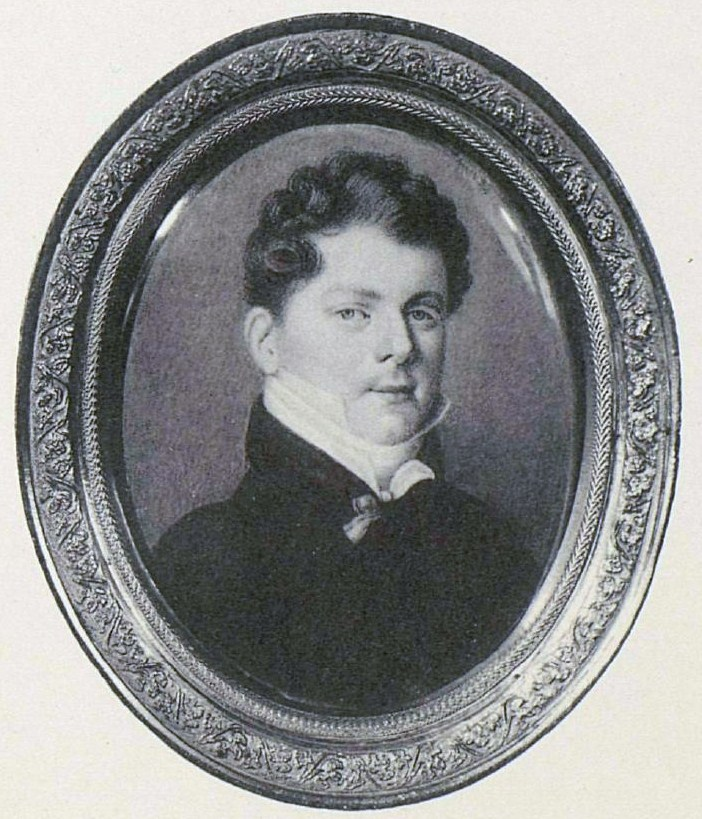
Василь
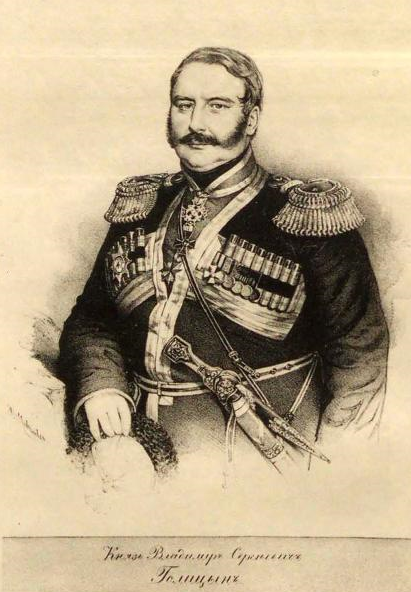
Володимир

## Праці
Їй належить переклад роману французького письменника Б. Ембера «Омани від любові, або Листи від Фанелії та Мільфорта» (Тамбов, 1790; присвячений С. Ф. Голіцину; «Les égarements de l'amour», par M-me** (Embert)), який вона видала з присвятою чоловікові.

## Зображення
Портрети роботи Фюгера (Берлінський національний музей), Лампі-старшого (Козацьке), невідомого художника (власність А. П. Енгельгарта).